# Bruno Caruso

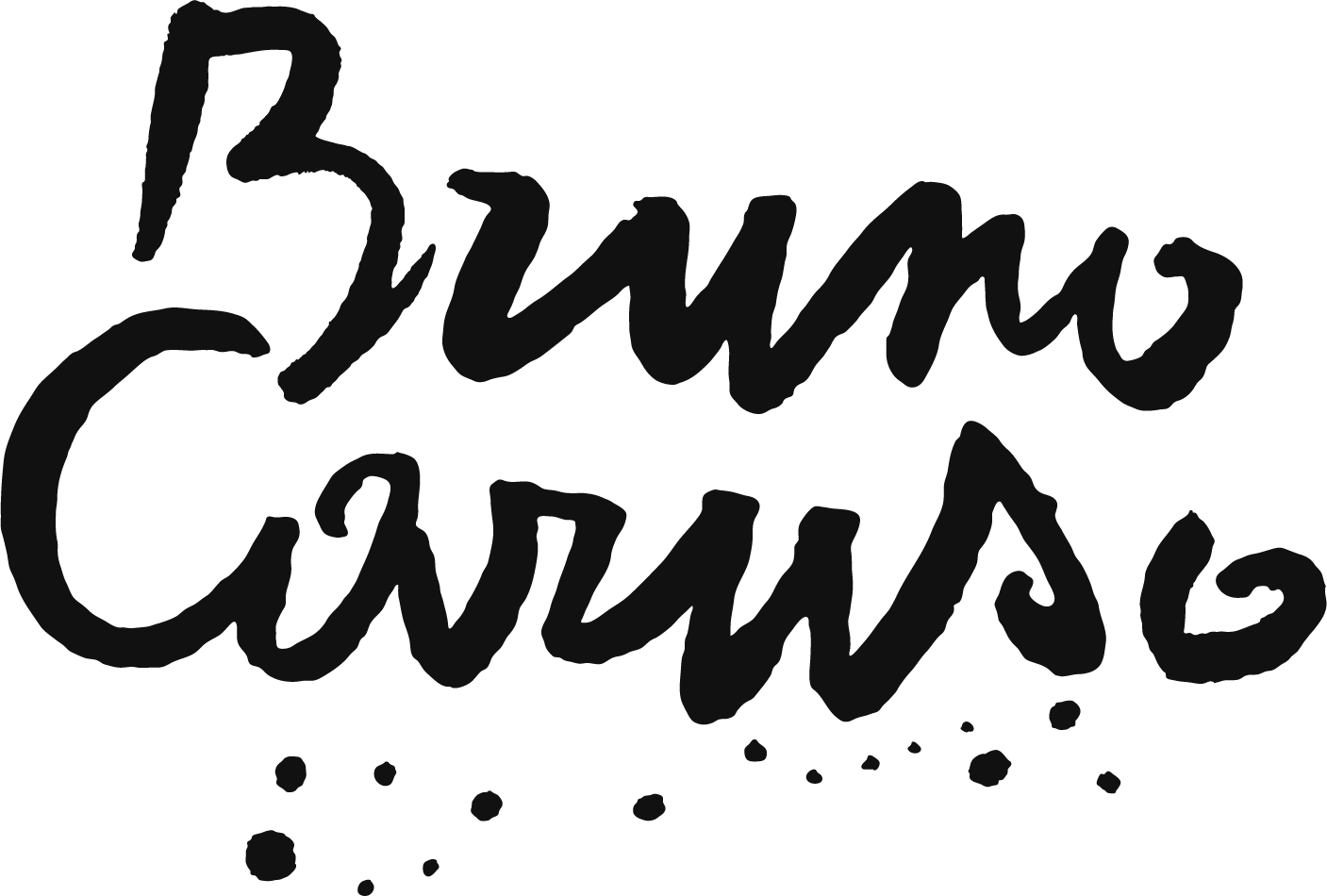
Firma di Bruno Caruso

Bruno Caruso (Palermo, 8 agosto 1927 – Roma, 4 novembre 2018) è stato un pittore, disegnatore, incisore e scrittore italiano.

## Biografia
Interessato al mondo dell'editoria, del giornalismo e della fotografia, nell'arco della sua vita ha collaborato con diverse testate italiane fino a fondare lui stesso riviste intellettuali, come Sicilia del 1953. Famosa dagli anni Sessanta la sua attiva partecipazione alla rivista L'Ora. La sua attenzione è rivolta agli aspetti etici e civili dell'uomo, dai temi più caldi della sua terra natale a quelli più globali, come la guerra, i manicomi, la natura.
Ha conosciuto e collaborato con artisti celebri a livello nazionale e internazionale, quali Leonardo Sciascia e il fotografo Brassaï.
Per Rai Scuola ha tenuto lezioni sul dipinto e sull'acquaforte rivolte a chi si avvicina per la prima volta a queste arti e di cui sono disponibili gli audiovideo sull'archivio Rai. Sulla rivista Fermenti (n. 177/179, 1986) è presente una sua intervista, a cura di Velio Carratoni, dal titolo È la politica che non ce la fa più. Biografia
Continuano le mostre dedicate alle sue opere. Tra le ultime "Federico II a Palermo" che si è tenuta a maggio 2012 nella città natale.
Numerosi sono i riconoscimenti pervenutigli nel corso degli anni in Italia e all'estero. Per citare qualche esempio, ha ricevuto nel 2001 la medaglia d'oro cultura dal Presidente della Repubblica e l'anno successivo il Premio Archimede destinato ai siciliani più illustri nel mondo.
L'Università di Palermo gli ha conferito la laurea honoris causa in Lettere e Filosofia nel 1986. Titolo che si aggiunge a quello da lui conseguito in Giurisprudenza in gioventù.
Non è possibile inquadrare in una corrente artistica specifica lo stile di Bruno Caruso che commenta "Mi vede addosso un'etichetta? No. Non credo di appartenere ad una scuola. La mia è una pittura figurativa che non si può collocare in uno degli -ismi di questo tempo".

## Onorificenze
Premio Feltrinelli 2008, conferito dall'Accademia dei Lincei.